# Heian-dōri (métro de Nagoya)
Heian-dōri (平安通駅, Heian-dōri-eki) est une station du métro de Nagoya sur les lignes Meijō et Kamiiida dans l'arrondissement de Kita à Nagoya.

## Situation sur le réseau
La station Heian-dōri est située au point kilométrique (PK) 8,2 de la ligne Meijō. Elle marque la fin de la ligne Kamiiida.

## Histoire
La station a été inaugurée le 20 décembre 1971.

## Services aux voyageurs

### Accès et accueil
La station est ouverte tous les jours.

### Desserte
- Ligne Meijō :
  - voie 1 : direction Aratama-bashi
  - voie 2 : direction Motoyama
- Ligne Kamiiida :

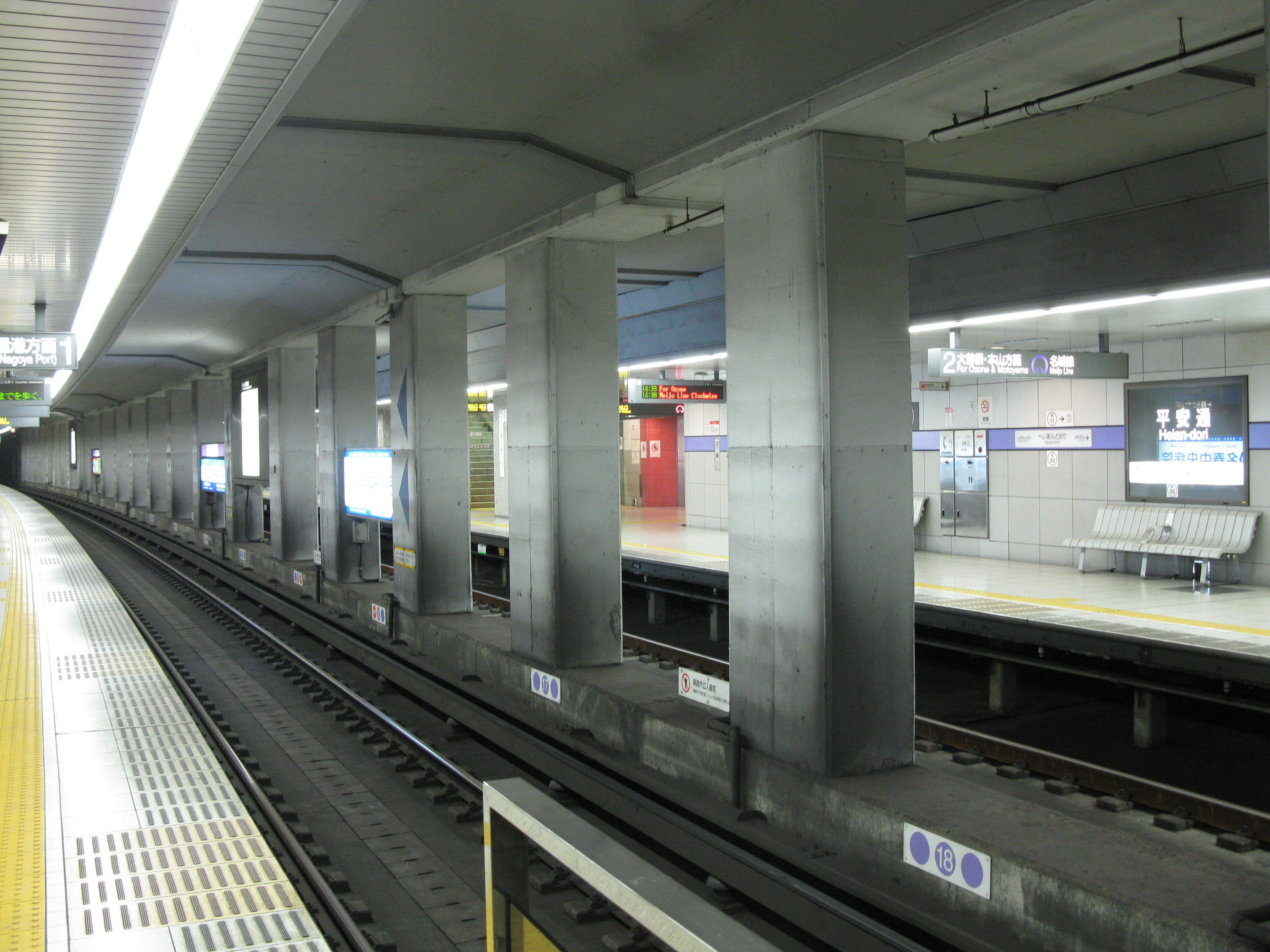
Vue du quai de la ligne Meijō

  - voies 3 et 4 : direction Kamiiida et Inuyama